# Dumitru Capoianu
Dumitru Capoianu (n. 19 octombrie 1929, București -  d. 14 iunie 2012) a fost un compozitor român. Dumitru Capoianu a fost membru supleant în Comiteul Central al PCR în perioada 1974 - 1979.

## Date biografice
Studiile muzicale le-a urmat la Conservatorul București (1941-1947, 1947-1953), cu Victor Gheorghiu (teorie-solfegiu), Mihail Jora (armonie), Marțian Negrea (contrapunct), Mihai Andricu (compoziție), George Enacovici (vioară) etc.
A fost violonist în orchestra Teatrului Național din București (1945-1947) și în orchestra Ansamblului C.G.M. (Confederației Generale a Muncii) din București (1947-1949).
A devenit realizator muzical la Studiourile Romfilm (1950-1951) și Alexandru Sahia (1951-1952) din București
A continuat ca maestru de sunet și regizor muzical la Radiodifuziunea Română (1952-1954)
A fost director la Filarmonica „George Enescu” din București (1969-1973).
A dirijat diverse orchestre din București și din țară (mai ales cu lucrări proprii).
A publicat articole în Muzica, Contemporanul, România Literară, Cinema, Actualitatea muzicală etc.
A întreprins călătorii de studii și documentare în Bulgaria, Austria, URSS, Franța, SUA, Germania, Belgia, Luxemburg, Cehoslovacia, Anglia, Ungaria, Polonia, Iugoslavia etc.
A susținut conferințe, prelegeri, concerte-lecții, emisiuni de radio și televiziune.
În 1991 a colaborat cu regizorul Mihai Timofti la montarea operetei pentru copii "Povestea soldățelului de Plumb" (compozitor: Dumitru Capoianu ; versuri: Vasile Chiriță) la Teatrul Liric (în prezent Teatrul Național de Operă și Balet "Oleg Danovski") din Constanța.
Dumitru Capoianu a realizat muzica filmelor lui Ion Popescu-Gopo cu Omulețul, folsind doar trei note: do, si și si bemol! Dumitru Capoianu mărturisea: "... la trei note date așa, la un amuzament, să faci muzica unui film de 10 minute era greu, dar să continui cu aceleași trei note la încă 10-11 filme era groaznic!" 

## Premii și distincții
- Premiul II la Festivalul mondial al tineretului de la Moscova (1957),
- Palme d'Or la Festivalul de film de la Cannes (1957), pentru "Omuletul" lui Gopo, muzica D. Capoianu
- Premiul de Stat (1962)[5]
- Premiile Uniunii Compozitorilor (1970, 1974, 1977, 1980, 1981, 1983)
- Premiul Academiei Române (1977).

### Decorații
- Medalia Muncii (13 octombrie 1953) pentru contribuția sa la „munca de pregătire și desfășurare a celui de-al IV-lea Festival Mondial al Tineretului și Studenților pentru Pace și Prietenie⁠(d)”[6]
- Ordinul Meritul Cultural, clasa a V-a (1968)
- Ordinul „Meritul Cultural” clasa a V-a (25 decembrie 1967) „pentru merite deosebite în opera de construire a socialismului, cu prilejul celei de-a XX-a aniversări a proclamării Republicii”[7]
- Ordinul „Meritul Cultural” clasa a III-a (1971) „pentru merite deosebite în opera de construire a socialismului, cu prilejul aniversării a 50 de ani de la constituirea Partidului Comunist Român”[8]
- Ordinul național „Serviciul Credincios” în grad de Cavaler (1 decembrie 2000) „pentru realizări artistice remarcabile și pentru promovarea culturii, de Ziua Națională a României”[9]

## Opere (selecție)
Muzică de teatru
- Drumul oțelului, scenă de balet, 1965;
- Curtea domnească, 1969;
- Pistruiatul, musical în 2 acte, 1987
- Cenușăreasa, dramatizare de Ion Lucian și Virgil Puicea, 2007 [10].

Muzică vocal-simfonică
- Cinci cântece din Ardeal, pentru cor de femei, oboi solo și orchestră de coarde, 1961;
- Valses ignobles et pas sentimentales, suită pentru mezzosoprană și orchestră de coarde, 1986

Muzică simfonică
- Suita nr. 2, 1955;
- Divertimento pentru orchestră de coarde și 2 clarinete, 1956;
- Concert pentru vioară și orchestră, 1957;
- Variațiuni cinematografice, 1966;
- Pasărea Phöenix, suită din muzica filmului cu același titlu, 1975;
- Chemări'77, poem simfonic, 1977;
- Duelul, fantazie jazz, 1977;
- Mic concert pentru 2 piane, 6 viori și orchestră, 1984;
- Fațete, suită jazz, 1985;
- Habanera pentru vioară și orchestră, 1987;
- Concert pentru chitară și orchestră, 1989[11];
- Pasărea Phoenix, poem simfonic, 1993;
- Concert pentru violoncel și orchestră, 2001;

Muzică de film
- Scurtă istorie (1957);[12]
- Galathea (1957);
- O poveste ca-n basme (1959);
- Homo sapiens (1960);
- Jad, cuarț, agată (1961)
- S-a furat o bombă (1962)[13]
- Partea ta de vină... (1963)
- Pași spre lună (1964)
- De-aș fi... Harap Alb (1965)[14];
- Vremea zăpezilor (1966)
- Cine va deschide ușa? (1967)[15];
- De trei ori București (1968) - segmentul „Întoarcerea”
- Doi bărbați pentru o moarte (1970)
- Facerea lumii (1971)
- Aventurile lui Babușcă (1973)
- Comedie fantastică (1975)
- Alarmă în Deltă (1976)

Muzică de cameră
- Sonata pentru violă și pian, 1955
- Trio pentru vioară, violă și violoncel, 1968
- Cinci moduri de întrebuințare pentru un arcuș, pentru vioară, oboi și pian, 1981

Muzică corală
- Rugăciune, pentru cor mixt, 1979;
- E veșnică pe lume doar schimbarea, pentru cor mixt, 1983

Muzică vocală
- Două lieduri pe versuri de George Topîrceanu, pentru soprană și pian, 1956

Operetă
- Povestea soldățelului de plumb - operetă pentru copii pe versuri de Vasile Chiriță

## Vezi și
- Lista membrilor Comitetului Central al Partidului Comunist Român